# جوين غريفين
جوين غريفين (بالإنجليزية: Gwyn Griffin)‏ (1922 في مصر - 20 أكتوبر 1967، إنتروداكوا في إيطاليا)؛ روائي بريطاني.